# Галерея Авероф
Галерея Эвангелос Авероф – галерея в городе Мецовон нома Янина, Эпир. 

## История
Галерея является относительно новым художественным музеем Греции, строительство которого началось в 1981 году, а официальное открытие состоялось в 1988 году. 
Трёхэтажное здание музея, и две галереи картин которые хранятся в нём, являются даром греческого политика и писателя Эвангелоса Авероф (1910-1990) который приосходил из этого городка. Примечательно то что Эвангелос Авероф в пятидесятых годах разбил здесь также виноградник и организовал производство марочного вина «Катоги Авероф». 
Первоначальная коллекция галереи состояла из 200 работ видных греческих художников 19-го и 20-го веков. 
В 1994 году было построено ещё одно здание, чтобы принять новые картины галереи.

## Экспозиция
Постоянная экспозиция сегодня состоит из 250 работ видных греческих художников, таких как Николаос Алекторидис, Константин Воланакис, Перикл Византиос, Николаос Вокос, Николаос Гизис, Гектор Дукас, Георгиос Яковидис,Никифор Литрас, Полихронис Лембесис, Константин Малеас, Яннис Моралис, Умверто Аргирос, Перикл Пантазис, Константин Партенис, Танасис Цингос, Дионисий Цокос, Талия Флора-Каравиа, Василиос Хадзис. 
Кроме постоянной экспозиции, организовываются периодические выставки картин из других музеев и частных коллекций. 
В свою очередь Галерея Авероф получившая всегреческое признание организует экспозиции своих картин по всей Греции включая столицу страны
и столичную Национальную галерею.

## Галерея

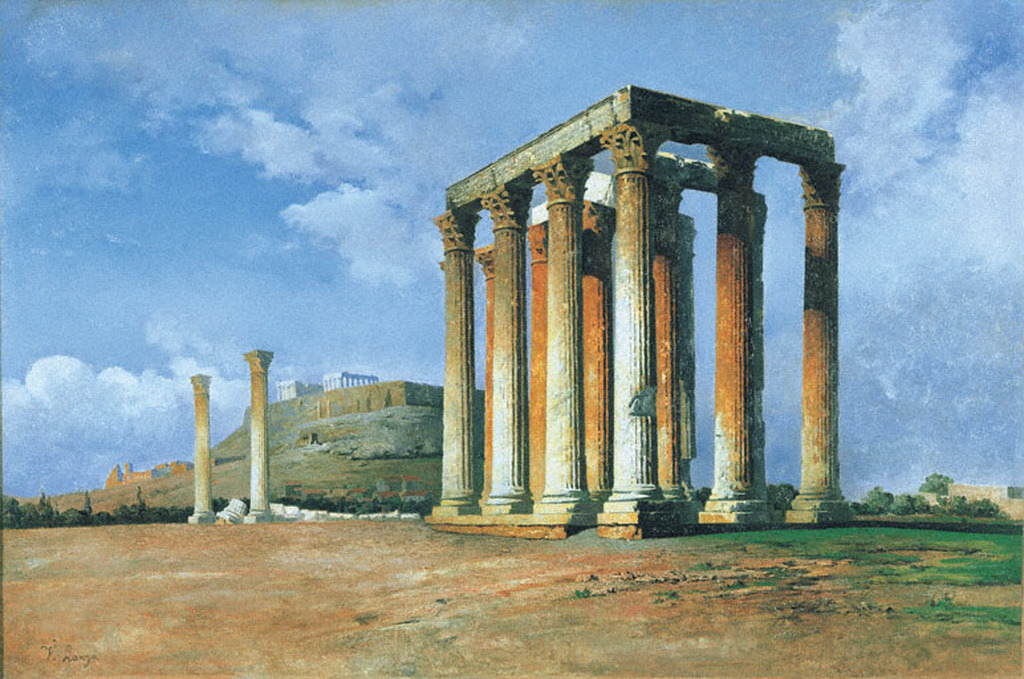
Художник Ланцас, Викентиос Храм Зевса Олимпийского  1860.
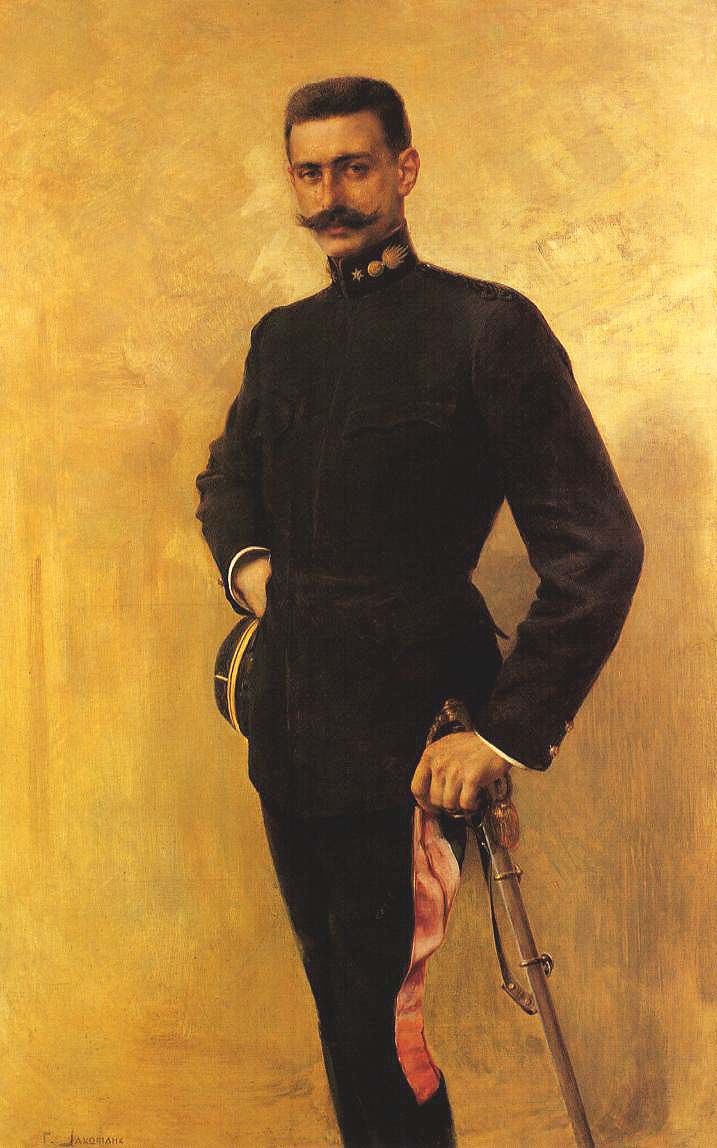
Художник Яковидис, Георгиос. Портрет македономаха Павлоса Меласа.
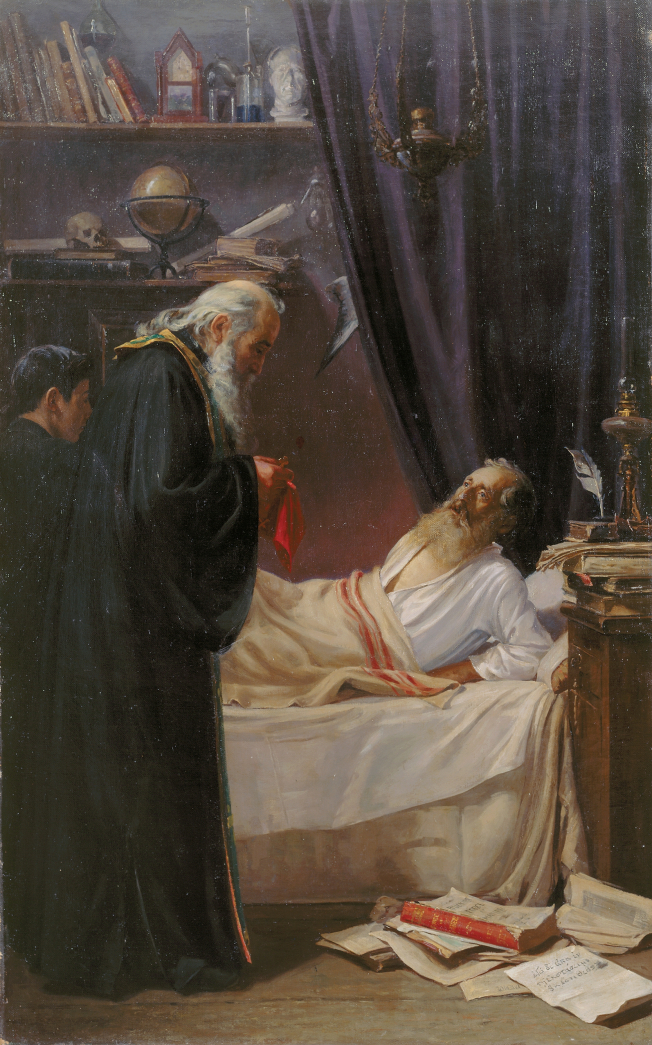
Художник Николаос Алекторидис, Смерть безбожника.
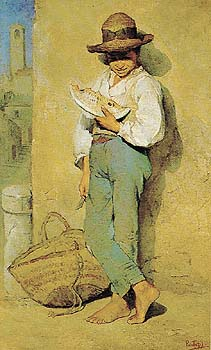
Художник Перикл Пантазис.Гаврош поедающий арбуз
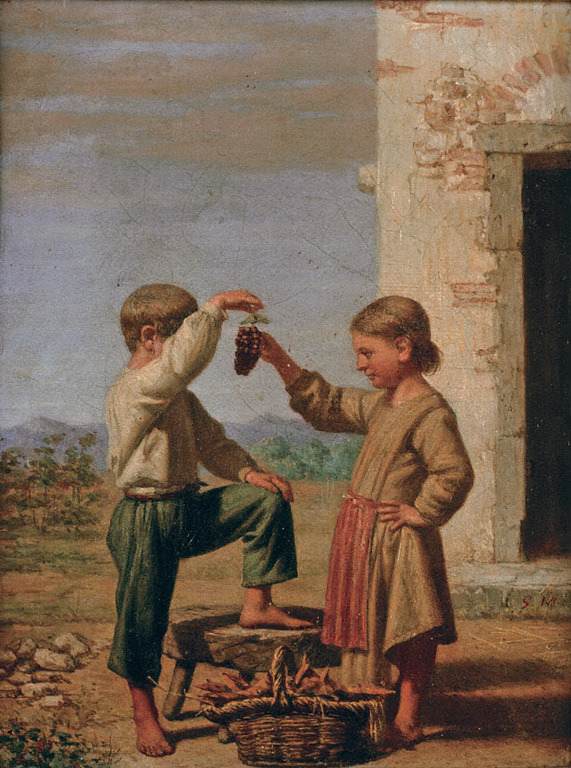
Художник Минятис, Георгиос. «Дети с гроздью винограда»